# 아이신기오로 도도
아이신기오로 도도(만주어: ᠠᡳᠰᡳᠨ ᡤᡳᠣᡵᠣ ᡩᠣᡩᠣ Aisin Gioro Dodo, 중국어: 愛新覺羅 多鐸, 병음: Àixīn Juéluó Duōduó, 한자음: 애신각라 다탁, 1614년 4월 2일 ~ 1649년 4월 29일)는 청나라 초기의 정치가이다. 누르하치의 15남이자 섭정왕 도르곤의 아우로, 만주 정람기(正藍旗) 소속이다. 병자호란, 남명 정벌에 참여하여 공을 세웠다.

## 같이 보기
- 입팔분공